# Клевер (Міссурі)
Клевер (англ. Clever) — місто (англ. city) в США, в окрузі Крістіан штату Міссурі. Населення — 2918 осіб (2020).

## Географія
Клевер розташований за координатами 37°1′53″ пн. ш. 93°28′32″ зх. д. / 37.03139° пн. ш. 93.47556° зх. д. (37.031519, -93.475444).  За даними Бюро перепису населення США в 2010 році місто мало площу 3,27 км², з яких 3,27 км² — суходіл та 0,00 км² — водойми.

## Демографія
Згідно з переписом 2010 року, у місті мешкало 2139 осіб у 817 домогосподарствах у складі 602 родин. Густота населення становила 653 особи/км².  Було 880 помешкань (269/км²).
Расовий склад населення:
| - 96,3 % — білих - 1,1 % — корінних американців - 0,3 % — чорних або афроамериканців |

До двох чи більше рас належало 2,0 %. Частка іспаномовних становила 2,5 % від усіх жителів.
За віковим діапазоном населення розподілялося таким чином: 30,2 % — особи молодші 18 років, 61,1 % — особи у віці 18—64 років, 8,7 % — особи у віці 65 років та старші. Медіана віку мешканця становила 29,0 року. На 100 осіб жіночої статі у місті припадало 93,6 чоловіків;  на 100 жінок у віці від 18 років та старших — 91,0 чоловіків також старших 18 років.
Середній дохід на одне домашнє господарство  становив 54 112 долари США (медіана — 49 589), а середній дохід на одну сім'ю — 56 500 доларів (медіана — 53 679). Медіана доходів становила 43 205 доларів для чоловіків та 31 981 долар для жінок. За межею бідності перебувало 15,5 % осіб, у тому числі 24,7 % дітей у віці до 18 років та 16,5 % осіб у віці 65 років та старших.
Цивільне працевлаштоване населення становило 1114 особи. Основні галузі зайнятості: освіта, охорона здоров'я та соціальна допомога — 25,1 %, роздрібна торгівля — 14,6 %, науковці, спеціалісти, менеджери — 11,9 %, виробництво — 11,4 %.